# 繼光號巡防艦
繼光號飛彈巡防艦（舷號：PFG2-1105），為中華民國海軍成功級巡防艦三號艦，1992年10月30日開工、1993年10月3日下水、1995年3月4日服役，與同型艦均為美國海軍派里級巡防艦修改型。原型以船團護衛任務為主要設計核心，在取代陽字號而生產的前提下，中華民國海軍於繼光號安裝國造雄風飛彈及波佛斯公司L70/40公釐單管快砲，以增強反艦、反快艇能力。
派里級的設計以反潛作戰為主，於低威脅環境下為遠洋船團護航及作為兩棲登陸船團的屏衛，在機能設計上屬於二線、低造價、可犧牲的艦艇。囿於台灣海峽防衛作戰需求與美國對台軍售限制，繼光軍艦除負責反潛作戰外，也擔負艦隊區域防空任務。目前繼光號配屬海軍一四六艦隊，母港為海軍馬公基地測天島軍港，平時負責台灣海峽海域偵巡任務。

## 艦歷
1992年10月30日在中國造船公司（今台灣國際造船公司）高雄廠區安放龍骨。
1995年3月4日時任行政院長連戰在中國造船公司高雄廠區主持繼光號交艦成軍典禮，繼光號正式服役。
參與2005年敦睦遠航訓練支隊，由武夷號油彈補給艦擔任旗艦納編「繼光軍艦」和康定軍艦，訪問帛琉、馬紹爾群島、吉里巴斯、塞內加爾、甘比亞、聖文森、多明尼加、巴拿馬並首次通過地中海和蘇伊士運河與首次環球航行。
2015年2月，爆發中和、武夷、達觀、「繼光」及基隆等5艘軍艦盜油案，繼光號被盜賣約6000加侖油料。
2018年，「繼光號巡防艦」、岳飛號巡防艦（FFG-1106）、銘傳號巡防艦（FFG-1112）和逢甲號巡防艦（FFG-1115）已經換裝奧托梅萊拉（OTO）原廠匿蹤炮塔。

## 歷任艦長
| 順序 | 姓名   | 軍銜 | 上任日期       | 卸任日期       |
| ---- | ------ | ---- | -------------- | -------------- |
| 1    | 謝政   | 上校 | 1994年6月1日   | 1996年10月1日  |
| 2    | 趙克雄 | 上校 | 1996年10月1日  | 1997年11月16日 |
| 3    | 王宗海 | 上校 | 1997年11月16日 | 1999年9月1日   |
| 4    | 王志澄 | 上校 | 1999年9月1日   | 2001年9月16日  |
| 5    | 楊志華 | 上校 | 2001年9月16日  | 2003年9月1日   |
| 6    | 徐建中 | 上校 | 2003年9月1日   | 2005年9月16日  |
| 7    | 章長榮 | 上校 | 2005年9月16日  | 2008年1月16日  |
| 8    | 胡志政 | 上校 | 2008年1月16日  | 2008年10月16日 |
| 9    | 俞強華 | 上校 | 2008年10月16日 | 2010年6月1日   |
| 10   | 沈世光 | 上校 | 2010年6月1日   | 2012年2月1日   |
| 11   | 史建斌 | 上校 | 2012年2月1日   | 2013年11月1日  |
| 12   | 林繼煜 | 上校 | 2013年11月1日  | 2015年7月1日   |
| 13   | 張德裕 | 上校 | 2015年7月1日   | 2017年3月1日   |
| 14   | 黃子華 | 上校 | 2017年3月1日   | 2019年6月5日   |
| 15   | 賴俊傑 | 上校 | 2019年6月5日   | 2021年1月1日   |
| 16   | 曾國政 | 上校 | 2021年1月1日   | 2022年10月1日  |
| 17   | 陳振國 | 上校 | 2022年10月1日  | 2025年3月1日   |

## 圖庫

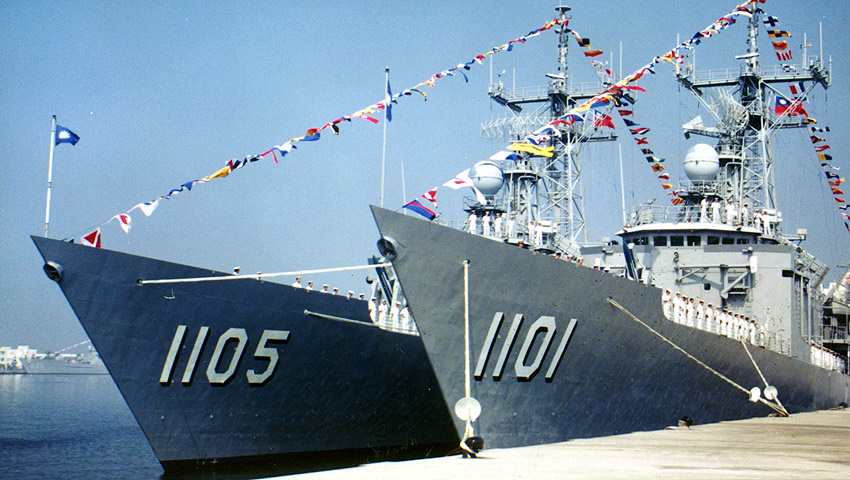
繼光軍艦（左）與首艦成功軍艦（右），攝於2005年
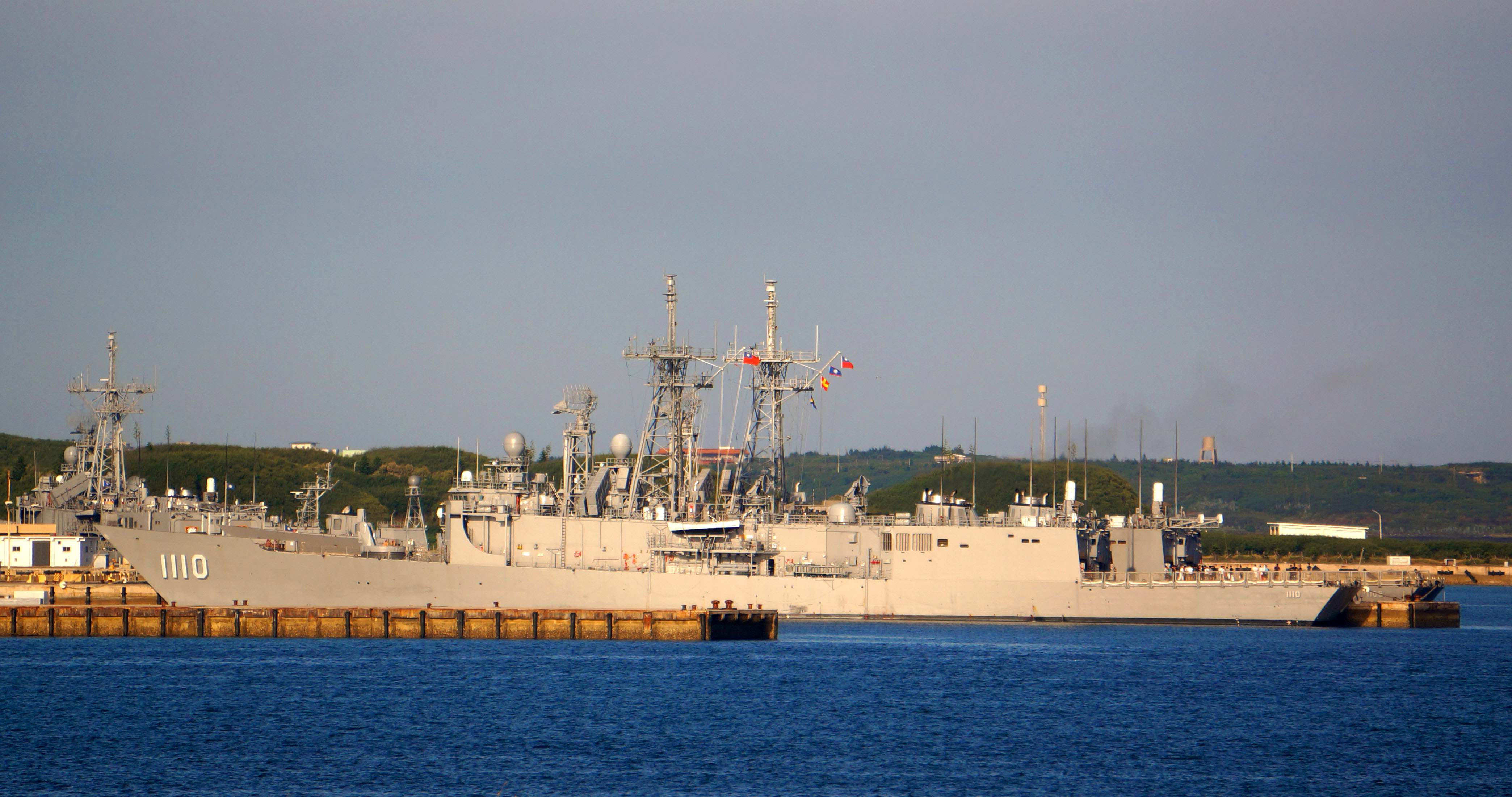
田單軍艦（PFG2-1110）與後方的繼光軍艦並排停泊海軍馬公基地測天島軍港。
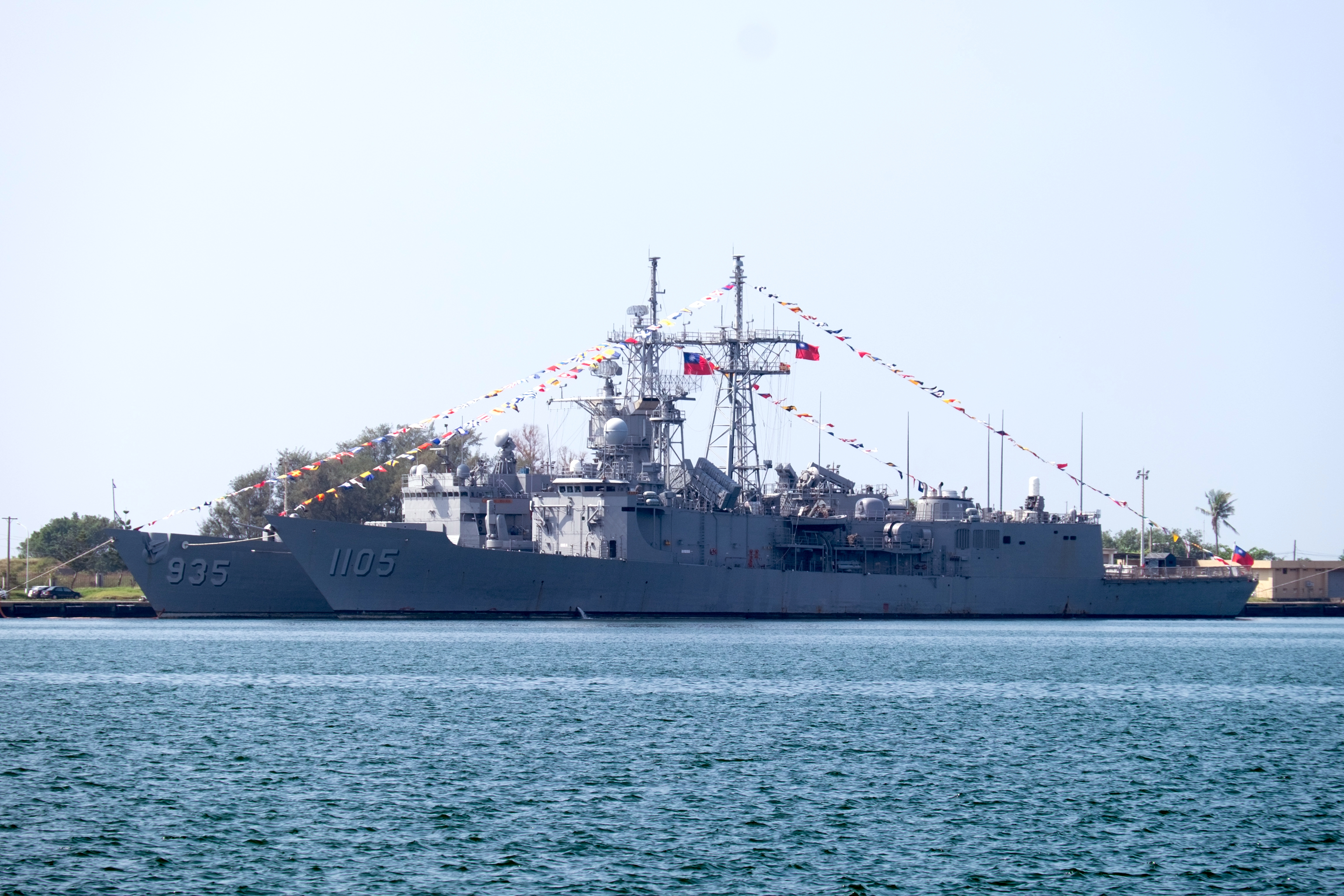
停泊左營軍港的繼光軍艦（左）與濟陽級巡防艦蘭陽軍艦（FFG-935，右），攝於2015年營區開放活動。
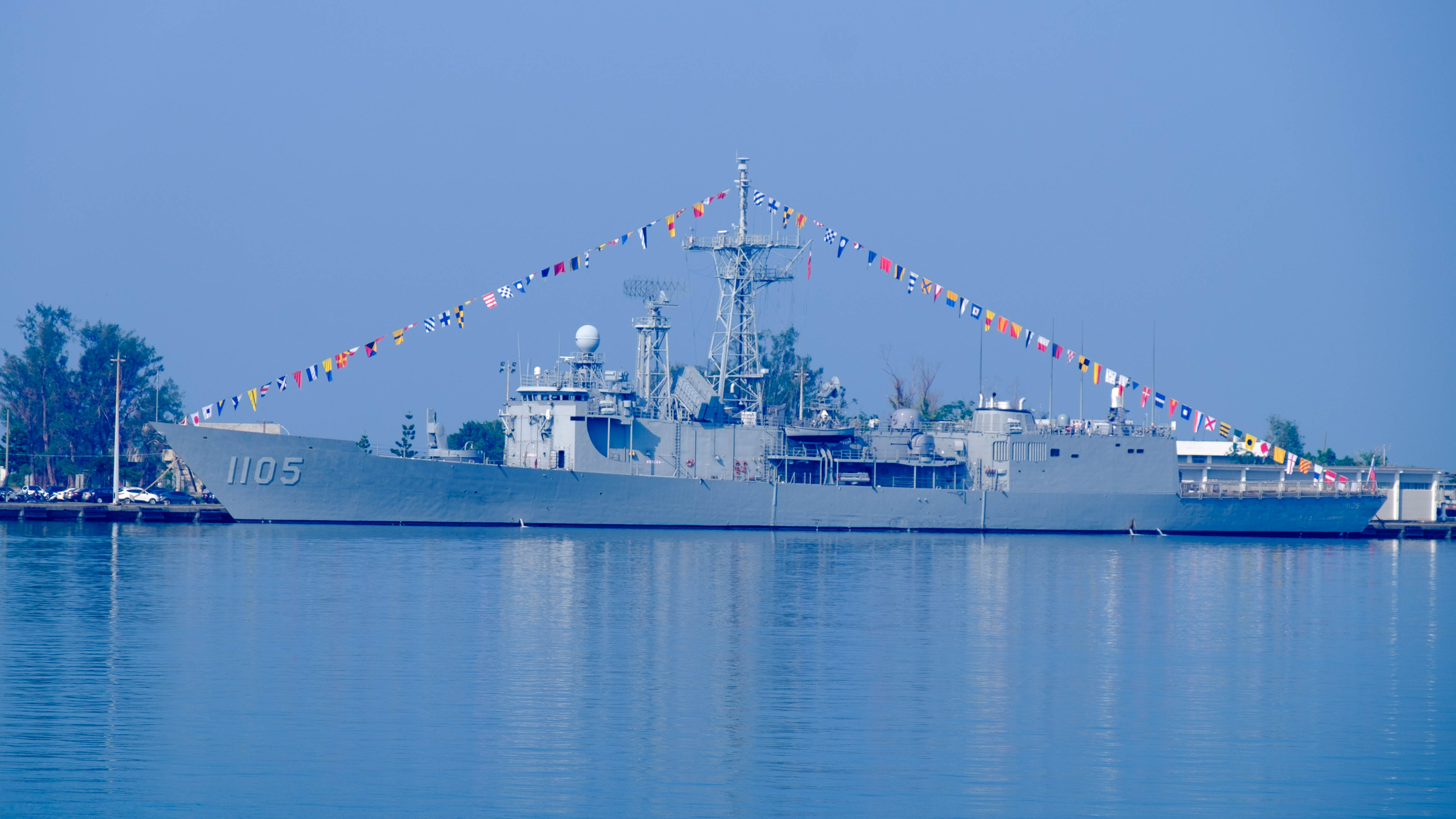
停泊左營軍港的成功級飛彈巡防艦繼光（PFG2-1105），攝於2016年營區開放活動上午。

## 資料來源
1. ↑  . 自由時報電子報.   [2024-05-15]. （原始内容存档于2024-05-21）.
2. ↑  . mdc.   [2019年7月21日]. （原始内容存档于2019年7月21日） （中文）.
3. ↑  . 文化部國家文化資料庫. 2003年1月15日  [2019年7月21日] （中文）.
4. ↑  邱志強、李政霖. . 青年日報. 青年日報94年2月25日第3版、3月2日第3版  [2019年7月21日]. （原始内容存档于2019年8月11日） （中文）.
5. ↑  . 更生日報. 2015年7月16日  [2019年7月21日]. （原始内容存档于2019年7月22日） （中文）.
6. ↑  .   [2019-07-22]. （原始内容存档于2018-11-08）.
7. ↑  .   [2019-07-22]. （原始内容存档于2020-05-13）.
8. ↑  .   [2019-07-22]. （原始内容存档于2021-03-10）.
9. ↑  . 尖端科技.   [2019年7月21日] （中文）.

## 外部連結
（繁體中文）中國軍艦博物館-成功級巡防艦